# ストックストラドル
ストックストラドルとは、株式を使った投資手法の１つであり、相関性の高い銘柄どうしの裁定取引（アービトラージ）を狙う手法である。相関性のたかい銘柄は同じような値動きをすることが多く、値動きが予想しやすいことから非常に安全性の高い投資と言われている。

## 裁定取引
裁定取引とは金利の差や価格の差を利用して利益を得る取引のことをいい、別名鞘取りともいわれる。ある地域では豊富にありとても安く手に入る商品が、ある地域では非常に高値で取引されていたりする。例えば、中東の産油国では石油の価格は安いが、日本では石油が取れないので高くなったりするのである。商取引の多くは価格差によって利益を出すが、金融の世界でも同じようなことがある。

### ストラドル
ストラドル（straddle）とは、オプション取引戦略の一種で、同一の行使価格と満了日を持つコールオプションとプットオプションを合成したものを指す。ストラドルの買い、ストラドルの売りなどの戦略がある。同一価格のプットオプションとコールオプションをどう数量買う（または売る）戦略を指す。